# Charles-François Poërson
Charles-François Poërson (* 20. Oktober 1653 in Paris; † 2. September 1725 in Rom) war ein französischer Maler des Barock.

## Leben
Charles-François Poërson war der neben vier Schwestern einzig überlebender Sohn des Malers Charles Poerson (1609–1667) und von dessen Frau Françoise-Marguerite Bruyant (c. 1610–1670). Von seinem Vater und von Noël Coypel erlernte er die Malerei. 
Er war von 1704 bis zu seinem Tode im Jahre 1725 Direktor der Académie de France à Rome. Dorthin gelangt war er erstmals im November 1672 mit Coypel, als dieser dort Direktor wurde. 1677 findet er sich wieder in Paris. 1782 wurde er dort Mitglied der Académie royale de peinture et de sculpture, 1687 (stellvertretender) respektive 1695 (ordentlicher) Professor, dies als Nachfolger von René-Antoine Houasse. 
1692 heiratete er Marie-Philiberte de Chaillou († 1736). 1711 erhielt er das Ritterkreuz von St. Lazarus. Im Dezember 1713 wurde er vom König getadelt, da er, beglückwünscht vom Papst, in Nachfolge von Carlo Maratta dessen Titel Prinz der Accademia di San Luca (Akademie von Sankt Lukas) angenommen hatte.
Zu seinen Werken gehört unter anderem die Debatte zwischen Neptun und Minerva im Schloss Fontainebleau. In Rom malte er vor allem Porträts, des Weiteren eine Auftragsarbeit von Kardinal Pietro Ottoboni.
Poërson verstarb 1725 in Rom. Er ist in der Kirche San Luigi dei Francesi in Rom in einem Grab bestattet, das der Steinmetz Pierre de L’Estache gestaltete.

## Werke (Auswahl)
- Debatte zwischen Neptun und Minerva, 1700, seit 1861 im Schloss Fontainebleau
- Concert de Musique, 1700, wie obengenanntes für die Herzogin von Burgund, in Versailles
- Sankt Ludwig kniend vor der Dornenkrone und der Heiligen Dreifaltigkeit, 1701, für die Kapelle Faintainebleau
- Union der „Académie royale de peinture et de sculpture“ von Paris und der „Accademia di San Luca“ von Rom, im Schloss Versailles
- Teile der Werke im Hôtel des Invalides in Paris
- Ruhe auf der Flucht, Ölbild, seit 1824 im Wallraf-Richartz-Museum, Köln[2]
- Psyche im Bade, Entwurf zu Gobelin-Teppich, 1684
- Zeichnung zu zwei Vignetten (graviert durch Thomassin): Die Kunst im Gespräche zu gefallen[3] sowie Der Sieg der Religion über die Gotteslästerung[4].
- 1699 am „Salon“ präsentiert: Portrait des Königs; Der wieder sehende Tobias; Lots und seiner Töchter Trunkenheit; Anbetung der Könige; St. Guillaume, Herzog von Aquitanien.
- Selbstbildnis, Uffizien, Florenz[5]

## Porträts
- Büste auf dem Epitaph seines Grabes; Büste in der Bibliothek der École française
- Nicolas de Largillière (vor 1715, Original verschollen); erhalten als Graphik von Étienne Desrochers (c. 1717)
- d’Edelinck. In: L’arte della pittura, 1712.